# Tesla Gigafactory Berlin-Brandenburg

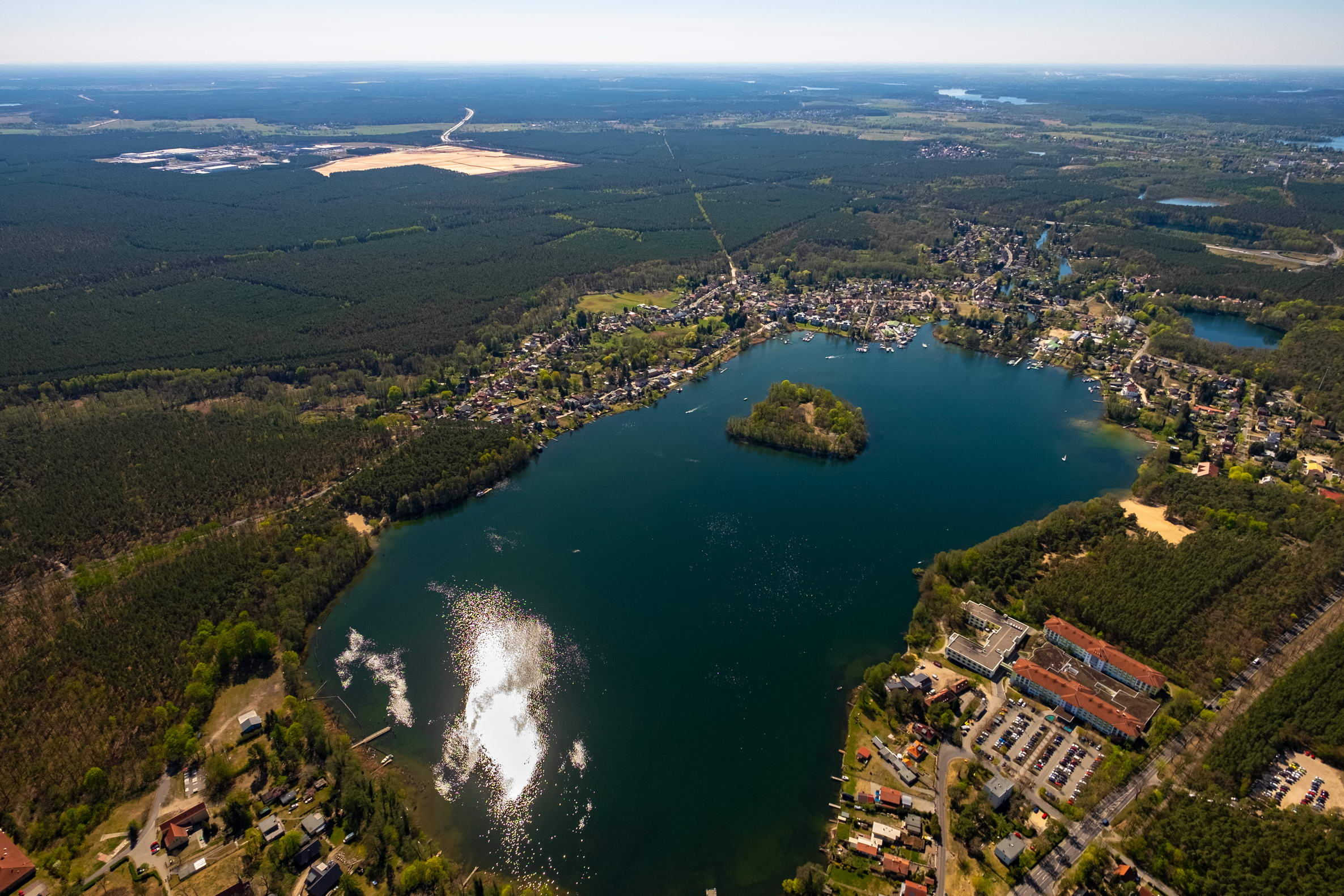
Grünheide und Fangschleuse mit Werlsee, im Hintergrund das Baugelände

Die Tesla Gigafactory Berlin-Brandenburg (auch Giga Berlin und Gigafactory 4) ist eine Großfabrik von Tesla im Ortsteil Freienbrink der märkischen Gemeinde Grünheide. Sie befindet sich rund 30 Kilometer Luftlinie südöstlich vom Zentrum Berlins. Es handelt sich um eine der größten Elektroauto-Fabriken in Deutschland und die erste des US-Herstellers in Europa.
Baustart war im ersten Quartal 2020, die ersten dort produzierten Fahrzeuge wurden im März 2022 übergeben.

## Geschichte

### Planung
Am 12. November 2019 kündigte Elon Musk anlässlich der Verleihung des Goldenen Lenkrads den Bau einer Gigafactory in Deutschland an. Die Produktionsstätte für Elektrofahrzeuge und Batterien sollte in Grünheide direkt am Berliner Autobahnring in der Nähe des Flughafens Berlin Brandenburg errichtet werden. In Berlin war zudem ein Design- und Entwicklungszentrum geplant; dies wurde jedoch nicht weiter verfolgt. Bis zuletzt gehörte zudem ein Standort zwischen Weilerswist und Euskirchen in Nordrhein-Westfalen zu den Favoriten.
Brandenburgs Wirtschaftsminister Jörg Steinbach (SPD) hielt in einem Interview mit der Frankfurter Allgemeinen Zeitung perspektivisch für die nächsten zehn Jahre je nach Marktsituation bis zu 40.000 Mitarbeiter für möglich. Später wurde diese Zahl von Regierungskreisen revidiert. Intern werde mit der Zahl von maximal 12.000 Mitarbeitern gerechnet – und zwar auf absehbare Zeit. Tesla hatte zunächst Kosten von 1,1 Milliarden Euro veranschlagt, was auch den in Aussicht gestellten Fördermitteln entsprach.
Anfang Januar 2020 begann das Genehmigungsverfahren, Tesla hatte am 20. Dezember 2019 erstmals Unterlagen zum Vorhaben auf etwa 1500 Seiten eingereicht. Der Brandenburger Landtag billigte den Kaufvertrag des Waldstücks, das zu DDR-Zeiten vom Ministerium für Staatssicherheit genutzt worden war. Das Land Brandenburg verkaufte die Fläche an Tesla zum gutachterlich ermittelten Verkaufspreis von 43,4 Millionen Euro (14,35 Euro/m²).
Dabei bezahlte das Land auch Ausgleichsmaßnahmen für Tesla im Rahmen des Bebauungsplans in Höhe von 4,3 Millionen Euro aus dem Kaufbetrag und 8,1 Millionen Euro aus dem Vermögen der ehemaligen Regierungspartei der DDR, der SED. Im Januar 2021 erweckte Wirtschaftsminister Jörg Steinbach dagegen in einem Schreiben an den Wirtschaftsausschuss des Landtags den Eindruck, diese Mittel würden aus dem Verkaufspreis des Grundstückes refinanziert: „Ein in diesem Fall kaufpreiserhöhender Faktor war der Umstand, dass die Kosten für die bauplanungsrechtliche Eingriffsregelung nicht dem Käufer, sondern dem Land Brandenburg obliegen sollten. Dieser Kostenanteil wird aus dem gezahlten Kaufpreis herausgelöst und für die Umsetzung der bauplanungsrechtlichen Eingriffsregelung zur Verfügung gestellt.“ Umweltminister Axel Vogel (Die Grünen) hatte jedoch im Landtag erklärt, der komplette Kaufpreis in Höhe von 43 Millionen Euro würde für den Erhalt des Forstvermögens und den Zukauf von Waldflächen eingesetzt werden.

### Bau

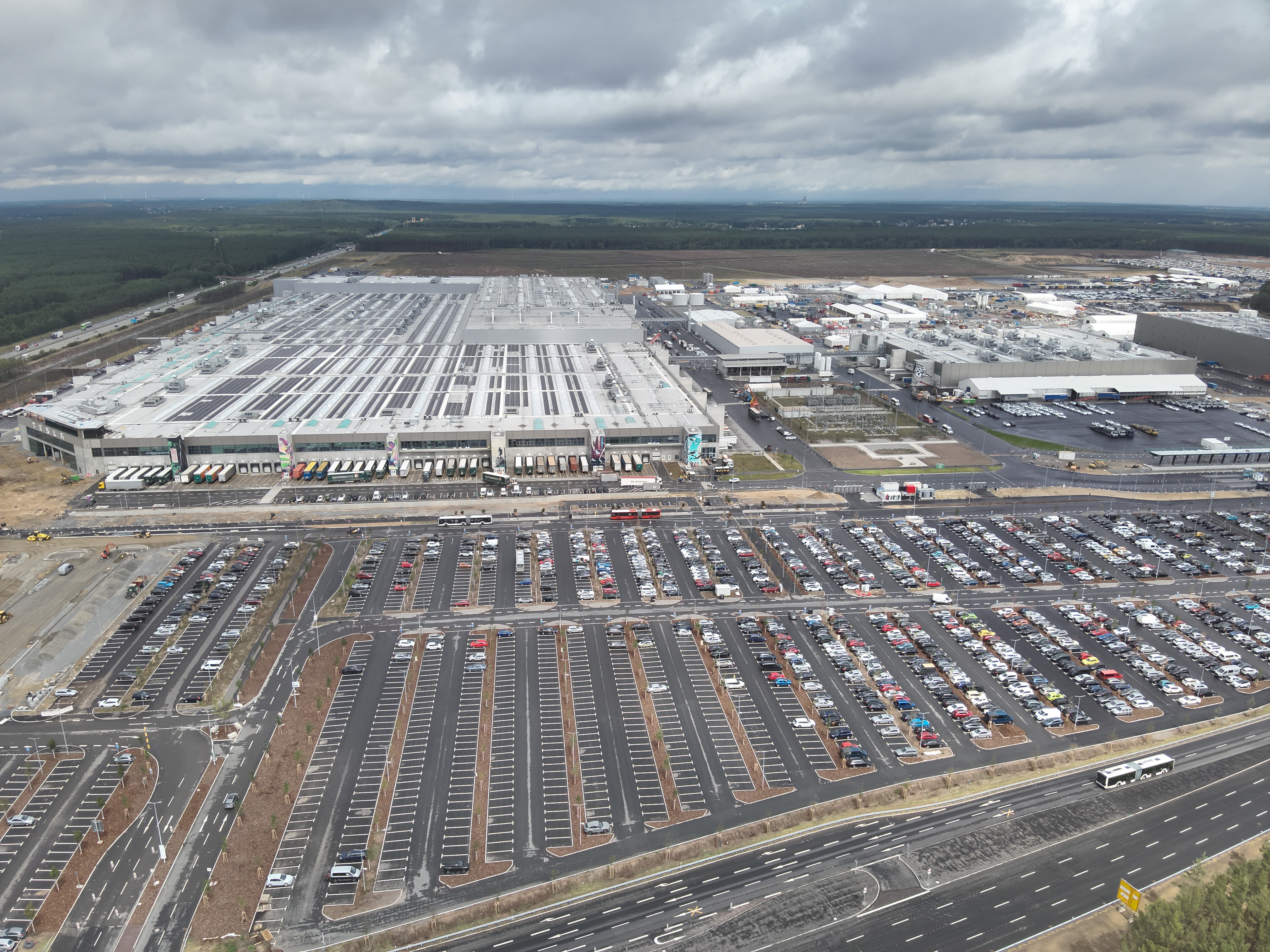
Juli 2023

Die Bauarbeiten begannen im 1. Quartal 2020. Das Landesamt für Umwelt in Brandenburg erteilte am 13. Februar 2020 die Zulassung für einen vorzeitigen Beginn der Rodung, obwohl noch keine Baugenehmigung vorlag. Am gleichen Abend begannen Waldarbeiter mit 29 Harvestern und sechs Rückern, um eine Fläche von 90 Hektar innerhalb der Frist vor dem 1. März komplett zu roden. Weil die umweltrechtliche Baugenehmigung noch ausstand, erfolgten alle Arbeiten auf Teslas eigenes Risiko. Die Fertigstellung sollte ursprünglich im Juli 2021 erfolgen. Errichtet werden sollten Anlagen zur Fahrzeugteile-, Batterie- und Antriebsfertigung, zur Endmontage sowie zur Standortlogistik.
Die Bauanträge aus dem Jahr 2020 betrafen die erste Ausbaustufe (ein Teil der Parkplätze und das erste Gebäude). Es sollten noch drei weitere Gebäude des gleichen Ausmaßes, zusätzliche Parkplätze und Nebenanlagen folgen. Die Antragsunterlagen wurden ab dem 6. Januar 2020 in Grünheide (Mark), in Erkner, im Amt Spreenhagen und im brandenburgischen Landesamt für Umwelt öffentlich ausgelegt. Einwendungen waren bis einschließlich 5. März 2020 möglich. Die für den 18. März 2020 geplante öffentliche Erörterung der – bis dahin – 373 eingegangenen Stellungnahmen und Einwendungen musste wegen der damals aufkommenden COVID-19-Pandemie abgesagt werden.
Das von Tesla erworbene Bauland liegt innerhalb des Geltungsbereichs eines qualifizierten Bebauungsplanes nach § 30 BauGB und ist als Industriegebiet gemäß § 9 BauNVO ausgewiesen. Der Bebauungsplan Nr. 13 „Freienbrink-Nord“ der Gemeinde Grünheide, der bereits im Jahr 2000 als Satzung beschlossen wurde, war ursprünglich für die Ansiedelung einer neuen Produktionsstätte der BMW AG vorgesehen. BMW hatte sich im Sommer 2000 aber für einen Standort in Leipzig im Bundesland Sachsen entschieden. Die Lage des Plangebietes nördlich des Güterverkehrszentrums Berlin Ost/Freienbrink verschafft Tesla wegen seiner Verkehrsanbindung und des vorhandenen Flächenpotenzials gute Standortbedingungen. Durch das Vorhandensein eines passenden rechtsverbindlichen Bebauungsplans hatte Tesla zudem einen Zeitvorteil in der Projektierung.
Parallel zum Genehmigungsverfahren nach Bundes-Immissionsschutzgesetz änderte die Gemeinde Grünheide (Mark) den bestehenden Bebauungsplan Nr. 13 „Freienbrink Nord“. Dies war erforderlich, um die komplexe verkehrliche Erschließung der Fläche zu regeln (z. B. neue Anschlussstelle an die Bundesautobahn 10, neue Landesstraße als Querverbindung zwischen A 10 und Landesstraße 23, Ersatz der Bahnschranken am Bahnhof Fangschleuse durch Straßenüberführung und Park&Ride-Flächen für bis zu 250 Fahrzeuge).
Im Juli 2020 wurden veränderte Bauunterlagen veröffentlicht, das Volumen der Großfabrik war verkleinert worden. Neben anderen Änderungen entfiel nun die wasserreiche Batteriefertigung und die Kunststofffertigung. Der Änderung des Bauantrags waren Proteste von Umweltverbänden und Bürgerinitiativen vorangegangen, die unter anderem eine Wasserknappheit in der Region befürchten. Während der zweiten öffentlichen Auslegung vom 2. Juli bis zum 3. September 2020 gingen 41 weitere Einwendungen ein. Somit lagen von 414 Personen, Institutionen oder Vereinigungen Einwendungen zur Erörterung vor. Die erneute Auslegung war erforderlich geworden, weil das Unternehmen einige Änderungen zum Vorhaben vorgenommen hatte, die auf Hinweisen von Behörden, Umweltverbänden und betroffenen Bürgern basierten.
Ende November 2020 wurde eine weitere Genehmigung für die Rodung von insgesamt 82,8 Hektar Wald ausgestellt. Tesla hatte bereits im August 2020 weitere Rodungen beantragt. Die beantragte Fläche wurde vom Antragsteller auf den seinerzeit für unbedingt notwendig gehaltenen Umfang gekürzt. Die Flächen wurden für Rohrleitungen und als Lagerplätze benötigt. Das Verwaltungsgericht Frankfurt (Oder) beschloss in einem Eilverfahren am 7. Dezember 2020 einen vorläufigen Stopp der Rodungsarbeiten. Die Brandenburger Landesverbände des NABU und der Grünen Liga hatten Klage gegen die Rodung eingereicht.
Dieser vorläufige Stopp der Rodungsarbeiten wurde jedoch am 10. Dezember 2020 durch das Verwaltungsgericht Frankfurt (Oder) aufgehoben und der eingereichte Eilantrag abgelehnt. Die beiden Umweltverbände legten am gleichen Tag Beschwerde beim Oberverwaltungsgericht Berlin-Brandenburg gegen diese Entscheidung ein. Dort hatte der Antrag in zweiter Instanz teilweise Erfolg. Lediglich in schmalen Randbereichen dürfe der Forst nicht sofort gerodet werden. Für den Großteil der Fläche konnten die Naturschutzverbände jedoch nicht darlegen, dass sie ein Reptilienlebensraum sei.
Anfang Dezember 2020 erhielt Tesla eine weitere Vorabgenehmigung für die Montage der Lackieranlage im Werk. Am 17. Juni 2021 reichte Tesla neue Genehmigungsunterlagen ein, diese lagen bis 19. Juli 2021 öffentlich aus. Inhalt des Antrages waren die bereits vorher beantragten Anlagen, ergänzt um eine Kunststofffertigung und eine Batteriezellproduktion einschließlich einer Batteriepackfertigung.

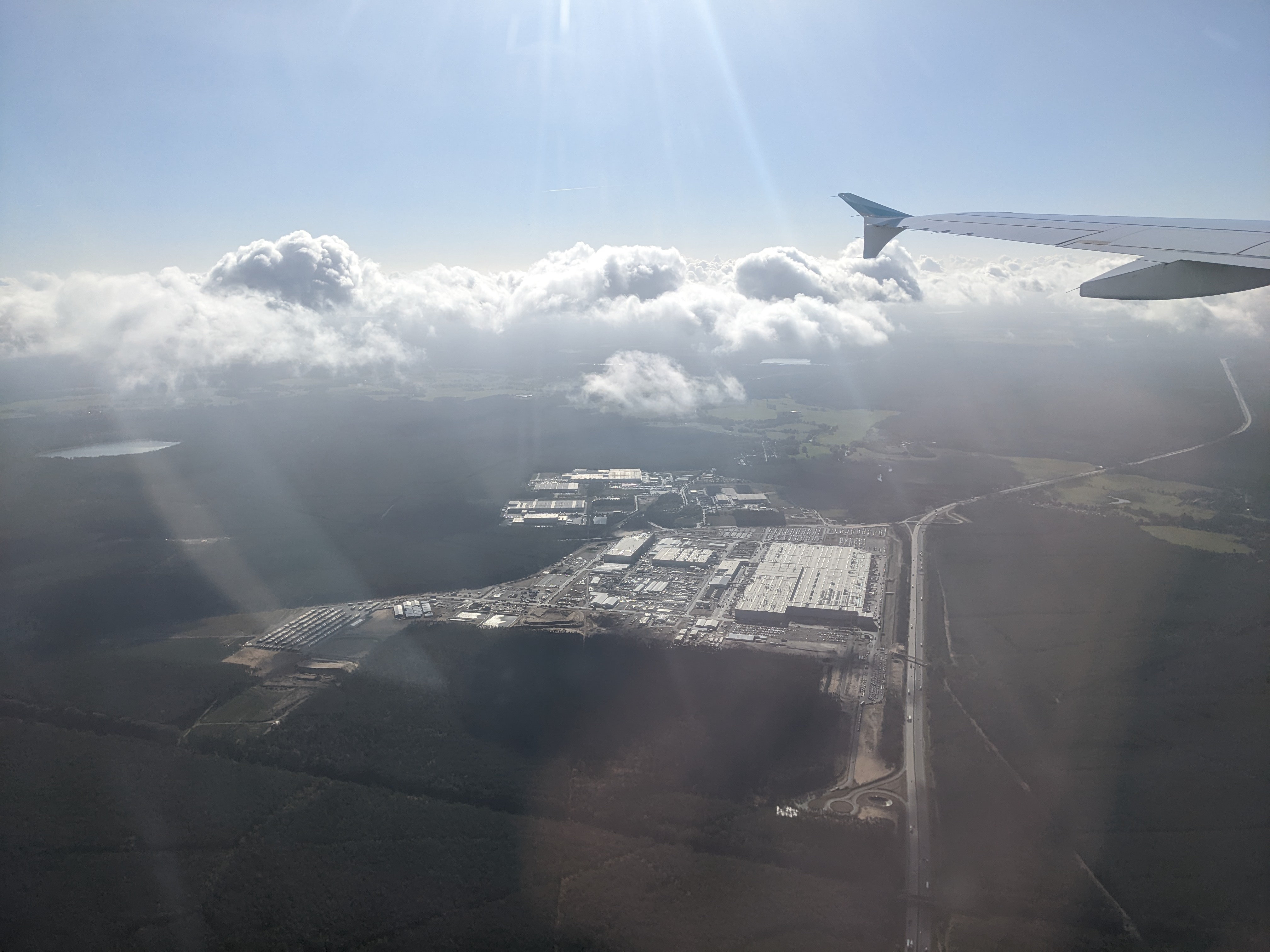
Luftaufnahme der Gigafactory 4, Oktober 2022

Am 4. März 2022 erteilte das Landesumweltamt die Genehmigung zum Betrieb der Anlage unter Auflagen. Die endgültige Betriebserlaubnis, nach Abarbeitung aller Auflagen, wurde zu diesem Zeitpunkt für Ende März 2022 angestrebt.

### Produktionsbeginn und Eröffnung
Ursprünglich war geplant, die Produktion im Juli 2021 mit dem Tesla Model Y aufzunehmen (1. Baustufe), später sollte das Model 3 folgen.
Ende 2021 wurde bekanntgegeben, dass sich der Produktionsstart bis 2022 verzögert. Die Serienfertigung lief schließlich mit 3000 Mitarbeitern im 1. Quartal 2022 an.
Die ersten in der Fabrik produzierten Fahrzeuge des Model Y wurden am 22. März 2022 bei der Eröffnung im Beisein von Bundeskanzler Olaf Scholz, Ministerpräsident Dietmar Woidke, Wirtschaftsminister Jörg Steinbach (alle SPD), Umweltminister Axel Vogel und Bundeswirtschaftsminister Robert Habeck (beide Bündnis 90/Die Grünen) durch Elon Musk übergeben.
Im Umfeld der Tesla-Fabrik protestierten am Eröffnungstag Klimaaktivisten. Sie führten auf der nahe gelegenen Bundesautobahn 10 eine Abseilaktion von einer Schilderbrücke durch, was Verkehrsstörungen verursachte. Außerdem blockierten nach eigenen Angaben Angehörige der Gruppen Sand im Getriebe, Ende Gelände und Extinction Rebellion ein Werkstor der Fabrik. Einen Tag zuvor kam es zu einem Kabelbrand in der Nähe des S-Bahnhofs Berlin-Wuhlheide, der Störungen im Fern- und Regionalverkehr verursachte. Der polizeiliche Staatsschutz ermittelte wegen eines mutmaßlich politisch motivierten Brandanschlags. Laut einem anonymen Bekennerschreiben hätten die Täter mit ihrer Sabotage die Anreise von 3000 pendelnden Beschäftigten und die publikumswirksame Kundenübergabe von Teslafahrzeugen bei der Eröffnungsveranstaltung beeinträchtigen wollen.

### Geplante Erweiterung
Die geplante Erweiterung des 300 Hektar großen Werksgeländes um weitere rund 100 Hektar östlich des bisherigen Werksgeländes, die einen neuen Bebauungsplan erfordern würde, verzögerte sich. Der Grünheider Hauptausschuss stimmte Anfang Juni 2022 Teslas Plänen zur Erweiterung des Werksgeländes zu, die Gemeindevertretung leitete das Verfahren für einen neuen Bebauungsplan am 8. Dezember 2022 ein. Gegen den Plan gingen zahlreiche Einwände ein, zudem wurde gegen die Erweiterung demonstriert. Die Gemeinde beschloss eine Einwohnerbefragung über die Erweiterung. Darin sprach sich am 20. Februar 2024 eine Mehrheit gegen die Planungen aus. Der Bürgermeister sagte daraufhin, er wolle in der Gemeindevertretung weiter über geänderte Pläne beraten.
Am 28. Februar 2024 besetzten Menschen aus der Umweltbewegung unter dem Motto „Tesla stoppen“ den Wald auf der Erweiterungsfläche. Sie bezeichneten sich als „Wasserbesetzung“. Am langen Wochenende um Christi Himmelfahrt (8.–12. Mai) protestierten zahlreiche Menschen gegen das Werk, aufgerufen u. a. von den Bündnissen Disrupt und Tesla den Hahn abdrehen. Am 10. Mai stürmten etwa 800 Menschen auf das Werk, wurden aber von der Polizei aufgehalten. Trotzdem wurden einige Wege blockiert. Nach Angaben der Polizei handelte es sich um ihren bislang größten Einsatz in Brandenburg.
Im April kündigte Tesla an, Stellen in Grünheide abzubauen, an einigen Tagen im Juni ruhte die Produktion. Am 16. Mai 2024 stimmte die Gemeindevertretung für eine Erweiterung des Werks. Dabei stimmten elf Gemeindevertreter mit Ja, sechs mit Nein, zwei Vertreter enthielten sich. Das Brandenburger Landesumweltamt gab eine positive Genehmigungsprognose für die Erweiterung ab, womit ein vorzeitiger Baubeginn für erste beantragte Erweiterungsarbeiten zulässig und möglich wäre. Tesla produziert jedoch nicht bei voller Produktionsgeschwindigkeit im Dreischichtbetrieb und legte im Juli 2024 die Ausbaupläne auf Eis, bis die Nachfrage nach Elektroautos wieder steigt.

### Brandanschlag
Am 5. März 2024 führte ein brennender Hochspannungsmast zu einem Strom- und damit Produktionsausfall der Fabrik. Eine als „Vulkangruppe“ bekannte linksextremistische Gruppierung erklärte, das Feuer aus Protest gegen Tesla gelegt zu haben. Auch Freienbrink, Erkner, Neu Zittau, Dahlwitz-Hoppegarten, Neuenhagen, Woltersdorf, Schöneiche und Gosen waren von dem vorsätzlich verursachten Stromausfall betroffen. Die „Vulkangruppe“, die der Verfassungsschutz Berlin dem „anarchistischen Spektrum“ zuordnet, rief zu weiteren Brandanschlägen, u. a. auf Tesla-Autos, auf. Die „Vulkangruppe“ hatte bereits 2021 einen Brandanschlag auf Hochspannungsleitungen zur damaligen Baustelle der Fabrik verübt. Die Staatsanwaltschaft Frankfurt (Oder) eröffnete ein Ermittlungsverfahren wegen Störung öffentlicher Betriebe, Brandstiftung und wegen verfassungsfeindlicher Sabotage. Drei Tage nach dem Vorfall übernahm der Generalbundesanwalt die Ermittlungen und ergänzte das dazugehörige Verfahren um den Anfangsverdacht der Mitgliedschaft in einer terroristischen Vereinigung. Nach Angaben der Ermittler hatte nie zuvor ein Brandanschlag von Linksextremen einen größeren materiellen Schaden in Deutschland verursacht.

## Daten des Werks

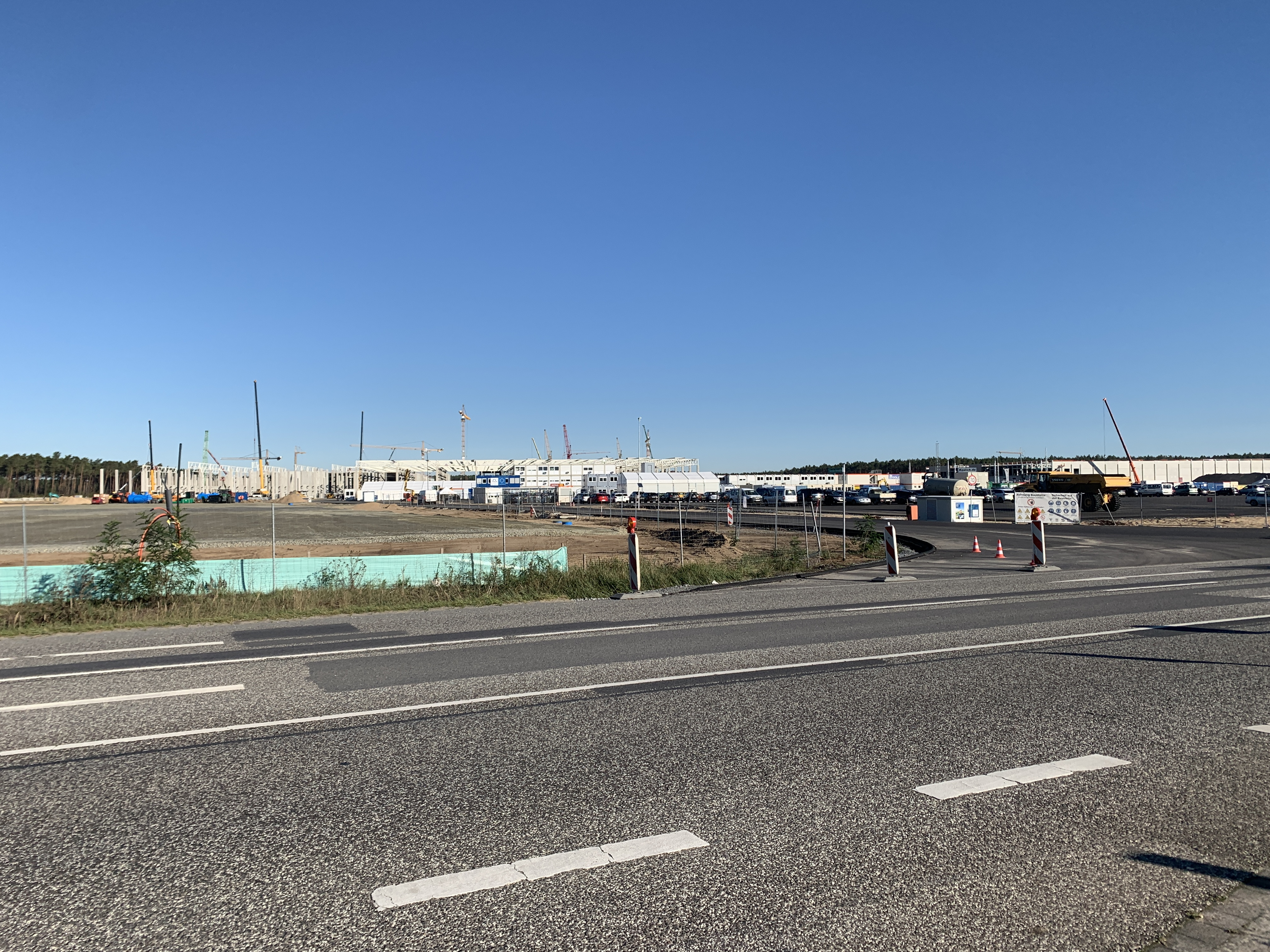
Südliche Zufahrt zum Baustellengelände der Tesla Gigafactory 4 (September 2020)

Mit der Gigafabrik Berlin-Brandenburg handelt es sich neben den Fabriken von Volkswagen in Zwickau und Dresden sowie von BMW in Leipzig um eine der größten Elektroauto-Fabriken in Deutschland und die erste des US-Herstellers in Europa.
Die Errichtungskosten der Fabrik beliefen sich Stand März 2021 auf rund 5,8 Milliarden Euro.
Im Juli 2020 plante Tesla mit folgenden Dimensionen:

### Flächenplanung
- Gesamtfläche (als Industriegebiet ausgewiesen): 3.038.620 m²
- Rodung (1. Baustufe): 1.932.700 m²
  - überbaut: 729.000 m²
  - befestigte Verkehrsfläche: 301.000 m²

### Anlagenteile
In einem im Juni 2021 aktualisierten Plan wurden folgende Anlagen genannt:
- Presswerk (Stamping, ST)
- Gießerei (Casting, CA) (Schmelzkapazität von über 100.000 Tonnen pro Jahr)
- Karosserierohbau (Body in White, BIW)
- Lackiererei (Paintshop, PT)
- Pulverbeschichtung (Powder Coat, P-Coat)
- Kunststoff-Spritzguss und Lackiererei (Plastics, PL)
- Sitzfertigung (Seat Assembly, SE)
- Fertigung Antrieb (Drive Unit, DU)
- Batteriezellfertigung (Cell Production, CP)
- Batteriepack-Montage (Battery Pack Assembly, BP)
- Endmontage (General Assembly, GA)

Die Produktionsgebäude sollten 15 Meter Höhe haben, Presswerk und Lackiererei jedoch 24 Meter hoch werden.
Der Hauptanlage direkt zugeordnet sind folgende Einrichtungen:
- Ver- u. Entsorgungsanlage (Zentraler Recyclingbereich für Feststoffe (ZRB))
- Energiezentrale (Central Utilities Building, CUB)
- Tanklager (Tank Farm, TF)
- Abfall- und Gefahrstofflager (Hazardous Substances, HZ)
- Umspannanlage (SY)
- Abwasserbehandlung (Waste Water Treatment, WWT)
- Nebeneinrichtungen (u. a. Büros, Pförtnerhäuschen)
- Betriebsfeuerwehr (Fire Brigade, FB)
- Hochregallager
- Logistik-Flächen.

Für die Verwaltung der Wassermengen durch die großen versiegelten Flächen kommen hinzu:
- Sickerbecken (SB)
- Löschwasserrückhaltebecken (LRB)
- Regenwasserrückhaltebecken (RB)

### Energiebedarf
Für die zentrale Heizungsanlage sowie Produktionsschritte war der Einsatz von 9250 Normkubikmetern Erdgas pro Stunde geplant. Gemäß dem Heizwert von Erdgas entspricht das einer thermischen Leistung von über 70 Megawatt. Es wurde zusätzlich mit einem Strom-Leistungsbedarf von 72 MW gerechnet, der vollständig aus dem öffentlichen Stromnetz bezogen werden sollte.

### Produktionskapazität
Die Produktionskapazität wurde seit dem Produktionsstart im März 2022 schrittweise hochgefahren, im Juni wurden erstmals 1000 Model Y in einer Woche produziert. Im Oktober meldete Tesla, dass zum ersten Mal 2000 Autos pro Woche produziert wurden. Im Dezember 2022 waren es 3000 Autos in einer Woche. Im Februar 2023 wurden mit 10.000 Mitarbeitern in drei Schichten 4000 Autos in einer Woche produziert.
Im März 2023 wurde laut Tesla schließlich eine Produktionskapazität von 5000 Fahrzeugen pro Woche erreicht. Die Produktionskapazität wurde ab August 2023 jedoch nicht weiter ausgebaut, sondern intern laut Medieninformationen wieder auf rund 750 Autos pro Tag oder etwas weniger als 4000 pro Woche gesenkt; als Grund wurde weniger ein Mangel an Nachfrage nach Autos, sondern vielmehr ein Mangel an Personal angegeben.
Am 17. Februar 2025 wurde in Grünheide offiziell mit der Produktion des neuen Model Y begonnen. Bedingt durch die Umstellung wurde die Produktion temporär zurück gefahren, mit derzeit rund 12.500 Mitarbeitern soll aber im Laufe des Februar die Produktion wieder auf bis zu 5.000 Model Y pro Woche hochgefahren werden. Die neue Modelreihe wird in Grünheide und Shanghai produziert aber noch nicht in den USA.

## Arbeitnehmer
Tesla stellte für die Gigafactory Berlin-Brandenburg mehrere tausend Arbeitskräfte ein. Ab Ende 2021 sollte die Produktion von etwa 100.000 Autos jährlich im Dreischichtbetrieb an 24 Stunden pro Tag beginnen. Pro Schicht sollten mindestens 2100 Beschäftigte eingesetzt werden. Insgesamt sollten nach unterschiedlichen Angaben von Tesla 10.500 bis 12.000, perspektivisch sogar 40.000 Arbeitsplätze entstehen. Der Chef der Arbeitsagentur in Frankfurt an der Oder, Jochem Freyer, berichtete im November 2020 dem Handelsblatt, Tesla wolle in der niedrigsten Lohngruppe ein Brutto-Monatsgehalt von 2700 Euro zahlen. Gleichzeitig wolle der Konzern den Gehaltstarifvertrag der Metall- und Elektroindustrie weder übernehmen noch anwenden.
Die IG Metall warf Tesla daraufhin vor, bewusst die europäische Rechtsform „Europäische Aktiengesellschaft“ (SE) zu nutzen. Da die Gesellschaft offensichtlich im Voraus in Düsseldorf ohne Mitbestimmungsstrukturen gegründet worden sei, bestehe nun auch zukünftig keine Möglichkeit, eine Beteiligung der Arbeitnehmerseite (Betriebsräte o. ä.) im Aufsichtsrat des Standorts Grünheide juristisch durchzusetzen. Die IG Metall forderte Tesla auf, die deutsche Mitbestimmung zu respektieren. Dass der US-Konzern die Tarifbindung meiden will, sorgte in den Arbeitnehmerflügeln von CDU und SPD sowie in den Gewerkschaften für Unmut. Christian Bäumler von der CDA warf Tesla vor, die Sozialpartnerschaft in Deutschland zu beschädigen, und bezog sich auch auf Amazon, das in Deutschland mehrere Logistikzentren betreibt, Tarifverträge aber grundsätzlich ablehnt.
Ende Oktober 2020 entließ der Konzern seinen Werksleiter in Grünheide und rekrutierte im November 2020 den Mercedes-Manager René Reif für den Posten. Dieser hatte zuvor seit 2017 die beiden Mercedes-Werke in Berlin und Hamburg geführt (vormals Daimler AG). Die IG Metall war über Reifs Abgang bei Mercedes verärgert und merkte an, dass man mit solchen „seelenlosen Managern“ keine Zukunft bauen könne.
Am 28. Februar 2022 wurde bei einer 75-prozentigen Wahlbeteiligung ein Betriebsrat gewählt. Die als arbeitgeberfreundlich bezeichnete Liste „Gigavoice“ erreichte hierbei mit 10 von 19 Stimmen die Mehrheit.
2024 machten ein überdurchschnittlich hoher Krankenstand unter den Beschäftigten und unangekündigte Hausbesuche bei den Arbeitnehmern Schlagzeilen. Die Werksleitung führte 200 „fortlaufend“ Krankgemeldete unter den knapp 12.000 Beschäftigten an.

## Netz- und Verkehrsanbindung

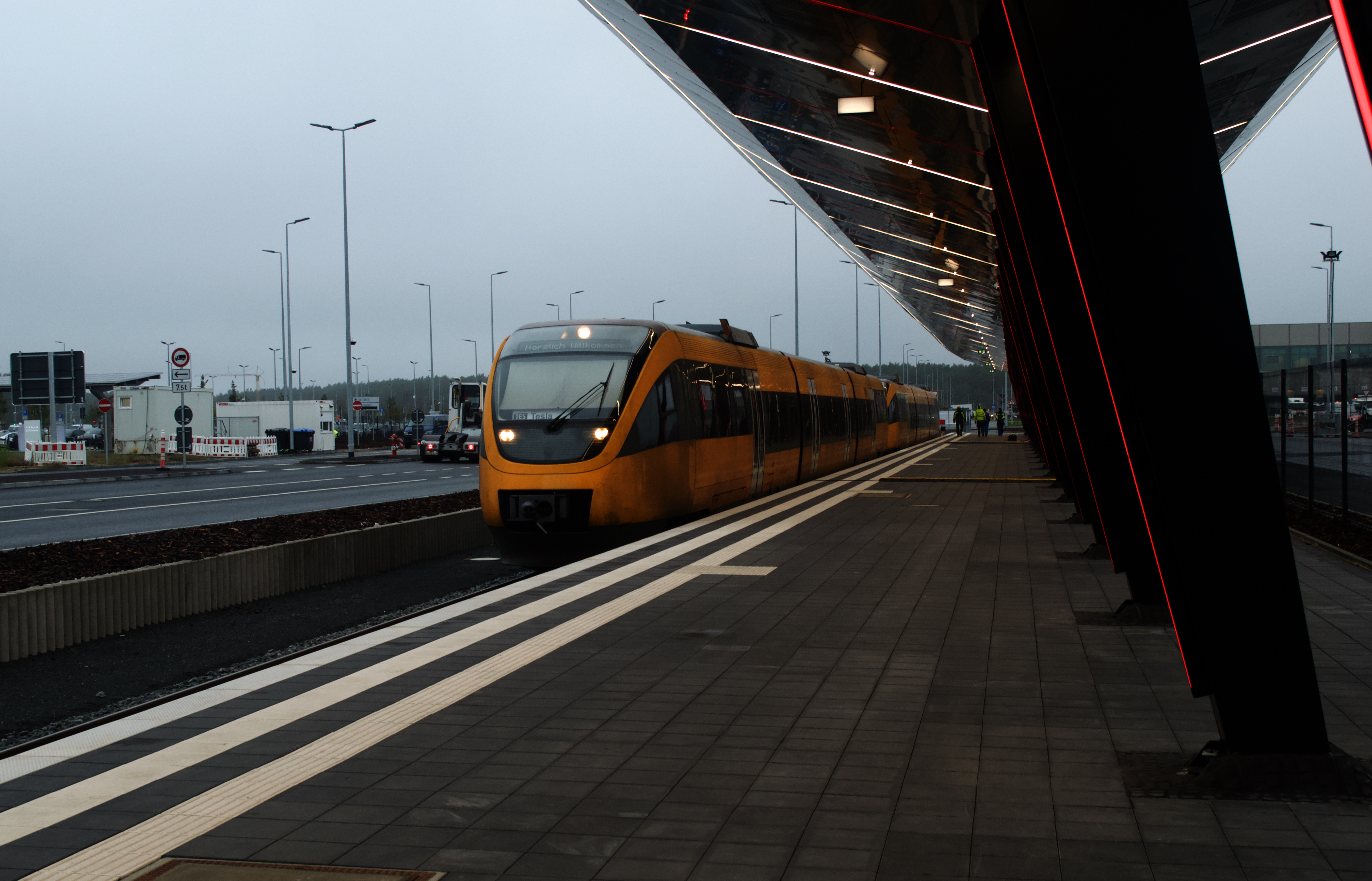
Tesla-Shuttle am Werksbahnsteig

Zur Anbindung der Gigafactory erhielt E.DIS Netz als zuständiger Verteilnetzbetreiber den Auftrag zur Herstellung eines Anschlusses auf 110 kV Hochspannungsebene. Die Anschlussleistung soll etwa 109 Megawatt betragen. Zur Versorgung mit Erdgas wurde die Gigafactory an den Verteilnetzbetreiber EWE Netz angeschlossen.
Der Flughafen Berlin Brandenburg liegt knapp 30 Kilometer von der Gigafactory entfernt. Der Berliner Ring grenzte mit der Abfahrt Freienbrink direkt westlich an das Firmengelände. Der Oder-Spree-Kanal liegt fünf Kilometer südlich.
Gemäß den für die Umweltverträglichkeitsprüfung eingereichten Unterlagen rechnete Tesla mit täglich 460 Lkw-Fahrten und bis zu sechs Güterzugpaaren sowie mit 2800 Pkw-Anfahrten je Schicht. Dies bedingte eine gute straßenseitige Anbindung des Werkes; am Nordwestrand des Werksgeländes wurde eine eigene Autobahnanschlussstelle geschaffen.
Im Dezember 2020 wurden Teile des Bebauungsplans geändert. Der geänderte Bebauungsplan sah unter anderem den Ausbau von Verkehrsverbindungen vor – etwa eine neue Anschlussstelle an die Autobahn A 10, eine neue Landesstraße als Querverbindung zwischen der A 10 und der Landesstraße 23, den Umbau eines Bahnübergangs sowie Park-und-Ride-Flächen.
Für die Warenan- wie -ablieferung besteht die Möglichkeit, die bereits vorhandene Stichstrecke von der Niederschlesisch-Märkischen Eisenbahn zum Güterverkehrszentrum Freienbrink zu nutzen. Die Strecke ist etwa drei Kilometer lang und war im Eigentum der Deutschen Regionaleisenbahn (DRE). Mitte Juni 2021 wurde bekannt, dass Tesla Kaufverhandlungen mit der DRE führte, die Ende Januar 2022 zum Erfolg führten. Die DRE bleibt jedoch das Eisenbahninfrastrukturunternehmen.
Bis zur Eröffnung der näher am Werk gelegenen neuen Bahnsteige des Bahnhofs Fangschleuse hat Tesla einen Shuttle-Service von Erkner zu einem neuen Bahnsteig am südlichen Werksgelände eingerichtet. Die Station trägt in den Fahrplanauskunftsmedien den Namen Fangschleuse Tesla Süd. Laut Arne Christiani, Bürgermeister der Gemeinde Grünheide, darf Tesla diesen Haltepunkt nur so lange für den Shuttleverkehr nutzen, bis die Bahnsteige von Fangschleuse näher an das Werk versetzt werden, was 2026 der Fall sein soll. Die ohne Fahrscheine und öffentlich nutzbaren Züge verkehren im 40-Minuten-Takt. In einem ersten, bis zum 14. Juni 2024 befristeten Verkehrsvertrag setzte die Niederbarnimer Eisenbahn ab dem 4. September 2023 zwei Dieseltriebwagen des Typs Talent ein. Tesla gab die tägliche Fahrgastzahl mit 3500 an. Im August 2024 wurde der Verkehr mit batterieelektrischen Triebzügen vom Typ Siemens Mireo Plus B fortgesetzt. Die Fahrzeuge werden von Siemens Mobility über Smart Train Lease zur Verfügung gestellt.
Die Anbindung an den Schienenpersonennahverkehr war schwierig, da die nächste Station Fangschleuse, an der der Regional-Express RE 1 Magdeburg–Berlin–Frankfurt (Oder) bereits halbstündlich hält, etwa drei Kilometer vom derzeitigen Tesla-Zugang entfernt liegt. Deswegen beschloss die Gemeinde Grünheide im Februar 2020, den Bahnhof Fangschleuse etwa eineinhalb Kilometer Richtung Westen, zum zukünftigen Haupttor hin, zu verschieben und den vorhandenen Bahnübergang durch eine Über- oder Unterführung zu ersetzen.
Im öffentlichen Personennahverkehr wurde im Dezember 2020 vom VBB eine neue Buslinie vom GVZ Freienbrink über eine neue Haltestelle Tesla zum Bahnhof Fangschleuse im Halbstundentakt eingerichtet. Wichtige Zulieferteile gelangten ab Juli 2021 über den Hafen Königs Wusterhausen in das Werk. Container für das Tesla-Werk wurden per Zug vom Hamburger Hafen nach Königs Wusterhausen gebracht, hier auf Lkw verladen und in das rund 18 Kilometer entfernte Werk gefahren. Zum Start der Produktion wurde mit 10, danach mit bis zu 100 Containern am Tag gerechnet.

## Kritik

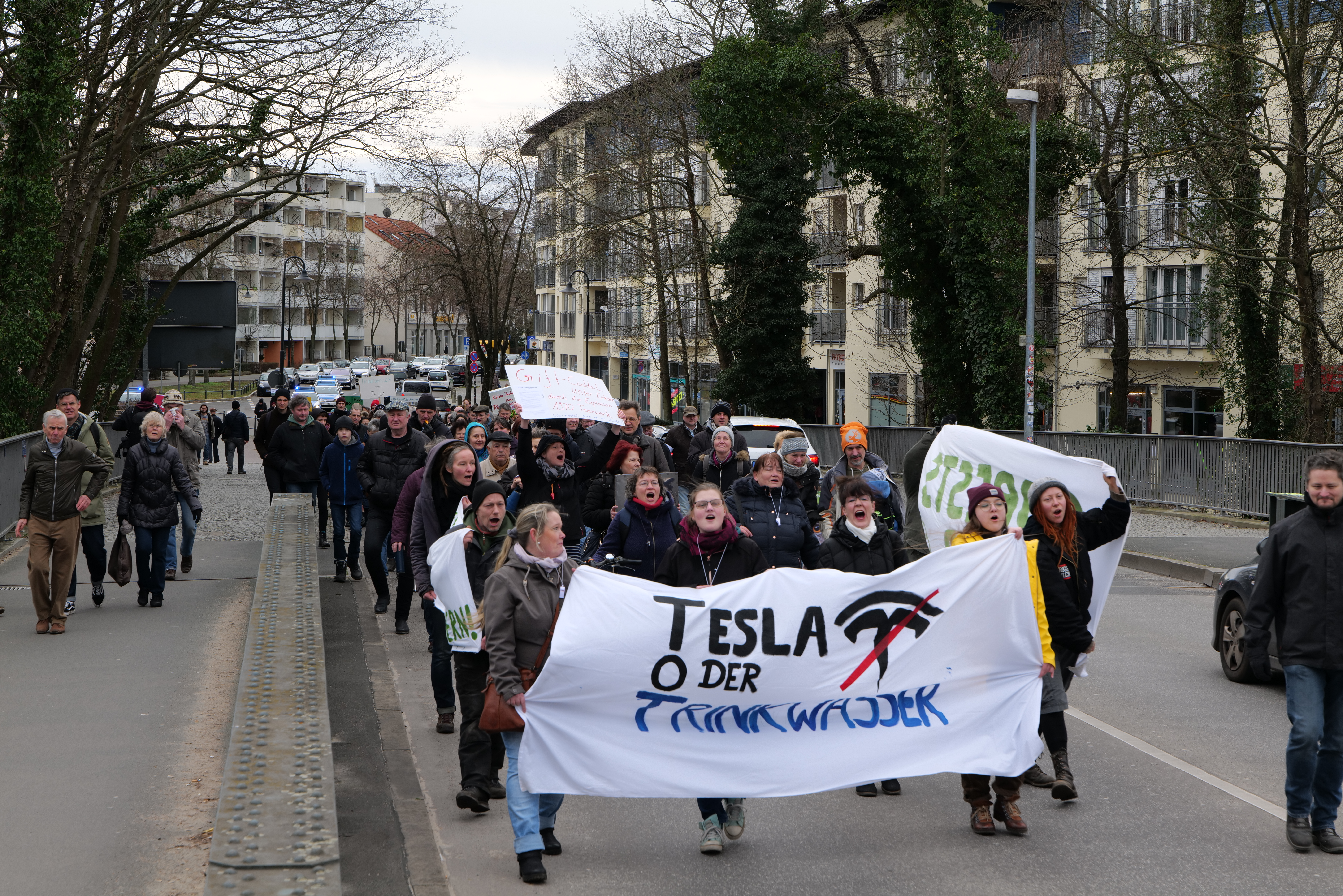
Demonstration gegen die Fabrik am 22. Februar 2020 in Erkner

### Flächenverbrauch
Gegen die Bebauung des Geländes gründeten Einwohner aus Grünheide, Erkner und Umgebung die parteiunabhängige „Bürgerinitiative Grünheide“. Die BI deckte Verstöße von Tesla gegen Bau- und Umweltvorschriften auf, veranstaltet regelmäßig Waldspaziergänge am Gelände der Tesla-Fabrik, führt Demonstrationen durch und unterstützte aktiv die Waldbesetzung gegen die Erweiterung des Tesla-Fabrik. Die BI kritisiert auch die weiteren Rodungen für den Ausbau von Autobahn und Straßen sowie die Verlegung des Bahnhofs Fangschleuse.
Die deutsche Umweltschutzorganisation Rettet den Regenwald wehrte sich gegen das schnelle Verfahren zur Errichtung der Fabrik und forderte wegen des Flächenverbrauchs, das Werk auf bereits bestehenden Gewerbeflächen zu bauen. Die Umweltschutzorganisation Greenpeace kritisierte die für den Bau notwendige Rodung des Kiefernforsts. Christoph Thies, Experte von Greenpeace für die Themen Wald und Biodiversität, sagte: „Jeder Baum zählt, denn jeder Baum – ob in einem Mischwald oder nicht – speichert CO2. In Deutschland sind die Hälfte der Waldflächen Forst. Besser wäre jedoch ein Standort, an dem kein Forst gerodet werden muss. Es braucht 50 bis 100 Jahre, bis ein Wald das Optimum der CO2-Speicherung erreicht hat.“ Der BUND schrieb in seiner Stellungnahme, dass der „motorisierte Individualverkehr mit reinem Antriebswechsel“ nicht die Lösung in der nötigen Verkehrswende sei und dass „E-Autos sind nicht per se klima- und umweltfreundlich“ seien.

Die AfD Brandenburg lehnte als einzige Partei im Brandenburger Landtag die Ansiedlung von Tesla ab. Die BI Grünheide distanziert sich klar von jeder Zusammenarbeit mit der AFD.
Die Ankündigung, rund 194 Hektar Wald auf dem 300 Hektar großen Areal zu roden, führte zu wiederkehrenden Protesten in der Region. Im UVP-Bericht für das Vorhaben „Gigafactory Berlin-Brandenburg“ stuft Tesla selbst die Fläche als nicht völlig naturfern ein. „Ältere Kiefernbestände weisen bereits Höhlenbäume auf und lokal treten gefährdete Moosarten in Erscheinung. Hieraus resultiert aus naturschutzfachlicher Sicht insgesamt ein mittlerer Wert der teilweise nur schwach gestörten Kiefernforste. Die Auswirkungen der Waldumwandlung auf das Schutzgut Tiere wurde mit hoch bewertet.“ Teile des Waldes im B-Plangebiet waren als Wald mit Erholungsfunktion der Intensitätsstufe 2 und als Wald mit hoher ökologischer Funktion ausgewiesen. Von der zu rodenden Fläche entfielen 127 Hektar auch auf Wald im Wasserschutzgebiet. Fast 20 Hektar umfasst ein Waldstück, das schon vor Jahren zur Kompensation des Güterverkehrszentrums Freienbrink zu Mischwald umgebaut wurde und nun der Fabrik weichen musste. Der Landesbetrieb Forst Brandenburg wies daher im Schreiben vom 16. Dezember 2019 Tesla darauf hin, dass anhand der Waldfunktionen ein zusätzlicher Ausgleich erforderlich werde, der über der reinen 1:1 Kompensation zum Waldflächenerhalt hinausgehe. Daraus resultierte dann die Verpflichtung Teslas, neben den 194 Hektar gerodete Fläche zusätzliche 147 Hektar, also insgesamt 341 Hektar durch Wiederaufforstungen und Waldumbaumaßnahmen auszugleichen.
Das Oberverwaltungsgericht Berlin-Brandenburg (OVG) stoppte die Rodungsarbeiten nur wenige Tage nach deren Beginn nach einem Eilantrag der Umweltverbände Grüne Liga Brandenburg und Verein für Landschaftspflege und Artenschutz in Bayern zunächst. Das OVG wies die Beschwerde am 20. Februar 2020 dann zurück und die Rodungen konnten durchgeführt werden. In Grunow in Ostbrandenburg werden 294 Hektar Wald als Ausgleichsfläche für die Gesamtrodungsfläche von 194 Hektar auf früheren Ackerflächen aufgeforstet. Laut Tesla werden auch Flächen in Bad Saarow angerechnet, wo schon seit 2018 Bäume wachsen. Tesla sicherte sich hier nachträglich die Aufforstungs-Rechte. Bis der durch Tesla gerodete Wald tatsächlich als vollwertig ersetzt gilt, vergehen allerdings noch mehrere Jahrzehnte. Mit der Pflanzung von Klee versuchte man für die neu angepflanzten Setzlinge einen organischen Waldboden zu simulieren, unterschätzte jedoch die zerstörerische Kraft von Mäusen und musste den Klee wieder abtragen. Auch tausende bereits gepflanzte Erlen mussten wieder entfernt werden, weil sie nicht aus dem zugelassenen Naturraum stammten. Ob der Tesla-Wald am Ende als Wald anerkannt wird, zeigt sich 2026. Dann müssen die Pflanzungen von der Unteren Forstbehörde abgenommen werden. Bereits vor Bekanntgabe des gesamten Bauprojekts sorgte Elon Musk für Aufsehen, als er per Spende an das US-amerikanische Projekt Team Trees die Pflanzung von einer Million Bäumen weltweit unterstützte.
Mit dem Bau der Tesla Gigafactory Berlin-Brandenburg wurde ein Teil der kulturhistorischen alten Poststraße Berlin–Frankfurt aus dem Jahr 1711 beseitigt.

### Wasserbedarf und Abwasser
Kritisiert wurde der zu erwartende Wasserverbrauch der sich in einem Wasserschutzgebiet befindenden Fabrik, der sich negativ auf das Grundwasser der Region auswirken und die Trinkwasserversorgung gefährden könne. Daraufhin wurden Maßnahmen zur Reduzierung des prognostizierten Wasserverbrauchs von maximal 3,3 Millionen auf rund 1,4 Millionen Kubikmetern im Jahr, für die erste Ausbaustufe, ergriffen. Zudem führte der zuständige Wasserverband ein Verbrauchslimit auch für Privatpersonen ein. Sollte später weiteres Wasser benötigt werden, so müsse dieses durch eine Fernwasserleitung bereitgestellt werden. Allerdings erklärte das Verwaltungsgericht Frankfurt (Oder) am gleichen Tag, als das Brandenburger Landesumweltamt die Genehmigung für die Fabrik in Grünheide erteilt hatte, die zusätzliche Wasserförderung für „rechtswidrig“ und „nicht vollziehbar“. Das Gericht befand, dass die Öffentlichkeit nicht an der Entscheidung zur Erhöhung der Fördermengen beteiligt war und gab wegen dieses Verfahrensfehlers der Klage der Umweltverbände Grüne Liga und Nabu teilweise statt. Beide Kläger beantragten gegen das Wasser-Urteil des Verwaltungsgerichts Frankfurt (Oder) formal eine Zulassung auf Berufung, über die das OVG Berlin-Brandenburg als höchstes Verwaltungsgericht der Hauptstadtregion entscheiden musste. Die Frankfurter Richter hatten die 2020 wegen des Tesla-Projektes vom Landesumweltamt Brandenburg erteilte Genehmigung für höhere Entnahmen im Wasserwerk Eggersdorf nur aus formalen Gründen gekippt und entschieden, dass die fehlende Öffentlichkeitsbeteiligung nachgeholt werden und die Genehmigung damit geheilt werden könne. Für diesen Zeitraum sprach das Landesumweltamt eine Duldung der höheren Wasserförderung gegenüber dem Wasserverband Strausberg-Erkner aus, welcher durch das Urteil sonst den Tesla-Liefervertrag hätte kündigen müssen. Die Umweltverbände argumentierten dagegen, dass die Erhöhung ohne ausreichende Prüfung der Umwelt erfolgt sei.
Die potenzielle Auswirkungen auf die Umwelt wurden auch beim Abwasser kontrovers diskutiert. Das Leibniz-Institut für Gewässerökologie und Binnenfischerei (IGB), das seinen Hauptsitz am Berliner Müggelsee hat, erarbeitete und veröffentlichte am 19. August 2021 eine wissenschaftliche Einschätzung zur Ansiedlung von industriellen Großprojekten wie das Bauvorhaben Gigafactory Berlin-Brandenburg der Firma Tesla in Grünheide in einer vergleichsweise wasserarmen Region. Das Institut fordert darin, ökohydrologische, limnologische, chemische und biologische Daten zu nutzten, um die Entscheidungen zum Trink- und Grundwasserschutz sowie sensibler Lebensräume abzuwägen. Daten und Modellierungen, z. B. zum Fließverhalten von Oberflächengewässern und Grundwasser, sollten in einer der komplexen Fragestellung angemessenen Qualität in eine langfristige Risikoabschätzung integriert werden. Dabei warnte das Institut davor, in der Vergangenheit beobachtete Werte zu Wassermengen und Wasserqualität ohne weitere Prüfung für die Zukunft fortzuschreiben; zu erwartende Veränderungen durch die globale Erwärmung und in der Bergbaufolgelandschaft müssten berücksichtigt werden.
Berlin-Brandenburg hat zwar viele Gewässer, zählt aber zu den wasser- und niederschlagsärmsten Regionen Deutschlands. Für die Ökosysteme und die verschiedenen Nutzungen steht verhältnismäßig wenig Wasser zur Verfügung. Schon heute ist der Nutzungsdruck im Einzugsgebiet der Spree vergleichsweise hoch. Im Quellgebiet und Oberlauf der Spree bzw. ihrer Nebenflüsse kommen noch die Auswirkungen der Wasserhaltung im Braunkohletagebau des Lausitzer Braunkohlereviers bzw. der Flutung der Restlöcher mit Spreewasser hinzu. Das Bevölkerungswachstum Berlins und des „Speckgürtels“ führt zu steigendem Wasserbedarf und neuen Flächenversiegelungen, was die Grundwasserneubildung reduziert und weniger Wasser in der Landschaft zurückhält. Die Tesla-Fabrik kam nun mit einem Wasserbedarf vergleichbar zu einer Stadt mit 31.000 Einwohnern hinzu. Schon seit 2009 misst das IGB in der Erpe, dem Vorfluter des Klärwerks Münchehofe eine erhebliche Belastung des Oberflächenwassers mit organischen Spurenstoffen. Die Genehmigung zusätzlicher Einleitungen durch Industrievorhaben wie die Tesla-Gigafactory sollte daher sehr genau geprüft werden, denn die Hauptstadtregion gewinnt 60 % des Trinkwassers aus Uferfiltrat auf Basis eines teilgeschlossenen Wasserkreislaufes. Die Trinkwasserressourcen der Stadt sind somit potenziell anfällig für schwer abbaubare Verunreinigungen, weil gereinigtes Abwasser stromabwärts anteilig wieder als Trinkwasser gefördert wird, weshalb neue, größere Belastungsquellen möglichst vermieden werden sollten. Bei anhaltender Trockenheit fließt die durch Erpe und Panke bereits mit geklärtem Abwasser belastete Spree entgegen ihrer normalen Fließrichtung zurück in den Müggelsee, was bereits bestehende Risiken für die Trinkwasserqualität vergrößert und eine besonders sorgfältige Prüfung potenzieller zusätzlicher Schadstoffeinleitungen z. B. aus industriellen Anlagen notwendig macht.
Da die Abwässer der Tesla-Gigafactory über eine neu geplante kommunale Kläranlage in Freienbrink in die Müggelspree eingeleitet werden sollen, droht eine dauerhaft erhöhte organische Spurenstoffbelastung des Müggelsees und der 225 umliegenden Uferfiltrationsbrunnen, da der Müggelsee flussabwärts der geplanten Einleitung gelegen ist. Tesla will zudem zusätzlich Sulfat über das Abwasser einleiten, was die bereits sehr hohen und häufig den Trinkwassergrenzwert erreichenden Sulfatkonzentrationen von Spree und Müggelsee, bedingt durch die durch die aktiven und stillgelegten Braunkohletagebaue, weiter erhöht. Dies würde bereits bestehende Probleme weiter verschärfen, denn selbst eine 4. Reinigungsstufe mit Aktivkohle oder Ozonierung schafft keine vollständige Elimination von unerwünschten Wasserinhaltsstoffen. Das IGB fordert daher Emissionsvermeidung gemäß dem Vorsorgeprinzip den Vorrang zu geben. Die Folgen des Klimawandels wie höhere Temperaturen, Starkregenereignisse und längere Trockenphasen bei zeitgleich steigendem Wasserbedarf erfordern Maßnahmen, die einen naturnahen Wasserhaushalt mit langen Verweilzeiten in der Landschaft fördern und nicht noch weiter einschränken. Bei großen Industrieansiedlungen sollten neben der Einhaltung der Umweltgesetzgebung besonders darauf geachtet werden, dass Unternehmen mit ihrem Wasserbedarfs-, Abwasser- und Niederschlagswassermanagement einen klimaangepassten, regionalen Wasserhaushalt stützen und die Gewässerbelastung nicht zusätzlich verschärfen.

### Öffentlichkeitsarbeit
Als Reaktion auf Vorwürfe von nicht ausreichender Mitsprache seitens der Protestierer eröffnete der Konzern ein Bürgerbüro in Grünheide als Anlaufstelle für Interessierte und Besorgte, das auch ein Forum für Debatten bietet.
2021 gab es Kritik an Tesla als intransparentem Unternehmen, insbesondere an Teslas Kommunikation mit Journalisten. Journalisten des NDR kritisierten Tesla 2022 wegen der schlechten Pressearbeit des Unternehmens.

### Einschüchterung kranker Mitarbeiter
Im März 2025 berichtete unter anderem das Handelsblatt über Vorwürfe der IG Metall, Tesla setze kranke Mitarbeiter unter Druck. Tesla würde Beschäftigte dazu auffordern, Diagnosen offenzulegen und ihre Ärzte von der Schweigepflicht zu entbinden. Werksleiter André Thierig und Personalchef Erik Demmler bestätigten, dass sie kranke Mitarbeiter unangekündigt zu Hause aufsuchen. Das Unternehmen habe Krankschreibungen angezweifelt, den Lohn krankgeschriebener Mitarbeiter einbehalten und sie dazu gebracht, unter Druck Aufhebungsverträge zu unterzeichnen.